# Doyen de Norwich

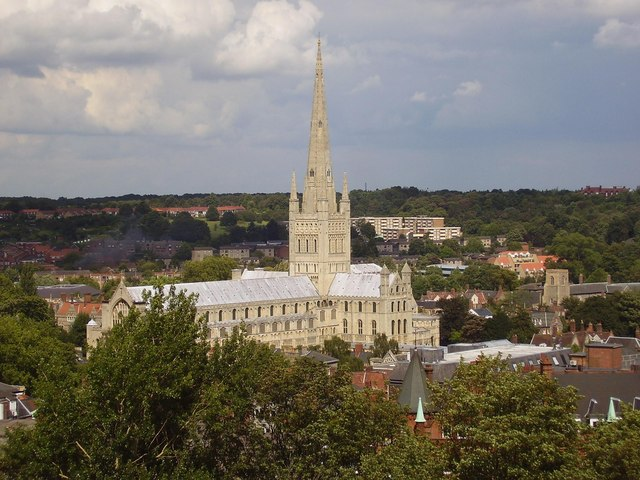
Cathédral de Norwich

Le doyen de Norwich (Dean of Norwich en anglais) est le président primus inter pares du chapitre de chanoines qui dirige la Cathédrale de Norwich (Cathedral Church of the Holy and Undivided Trinity). Avant 2000, le poste était désigné comme provost, qui était alors l'équivalent d'un doyen dans la plupart des cathédrales anglaises. La cathédrale est l'église mère du diocèse de Norwich et le siège de l'évêque de Norwich. Jane Hedges a été installée en tant que Doyen le 21 juin 2014.

## Liste des doyens
| - 1538–1539 William Castleton (dernier prieur) - 1539–1554 John Salisbury (privé) - 1554–1557 John Christopherson (ensuite Évêque de Chichester, 1557) - 1557–1558 John Boxall (aussi Doyen de Windsor, 1557–59 et Doyen de Peterborough, 1557–1559) (privé) - 1558–1559 John Harpsfield (aussi Archidiacre de Londres, 1554–1559) (privé) - 1560–1573 John Salisbury (restauré) - 1573–1589 George Gardiner - 1589–1601 Thomas Dove (ensuite Évêque de Peterborough, 1601) - 1601–1603 John Jegon (ensuite Évêque de Norwich, 1603) - 1603–1614 George Montgomery (ensuite Évêque de Raphoe, 1605) - 1614–1628 Edmund Suckling - 1628–1654 John Hassal (privé – Commonwealth) - 1660–1670 John Crofts - 1670–1681 Herbert Astley - 1681–1689 John Sharp (ensuite Doyen de Canterbury, 1689) - 1689–1702 Henry Fairfax - 1702–1714 Humphrey Prideaux - 1724–1730 Thomas Cole - 1731–1733 Robert Butts (ensuite Évêque de Norwich, 1733) | - 1733–1739 John Baron - 1739–1761 Thomas Bullock - 1761–1765 Hon. Edward Townshend - 1765–1790 Philip Lloyd - 1790–1828 Joseph Turner - 1828–1866 George Pellew - 1866–1889 Meyrick Goulburn - 1889–1909 William Lefroy - 1909–1911 Henry Wakefield (ensuite Évêque de Birmingham, 1911) - 1911–1919 Henry Beeching, - 1919–1927 John Willink - 1927–1946 David Cranage - 1946–1952 St Barbe Holland - 1953–1969 Norman Hook - 1970–1978 Alan Webster (ensuite Doyen de St Paul's, 1978) - 1978–1983 David Edwards (ensuite Doyen de Southwark, 1983) - 1983–1995 Paul Burbridge - 1995–2003 Stephen Platten (ensuite Évêque de Wakefield, 2003) - 2004–29 September 2013 (ret.) Graham Smith - 21 June 2014–présent: Jane Hedges |

## Sources
- British History Online – An Essay towards a Topographical History of the County of Norfolk: Volume 3: The History of the City and County of Norwich, Part I – Deans of Norwich
- British History Online – Fasti Ecclesiae Anglicanae 1541–1857 – Deans of Norwich